# سیارک ۲۱۲۵۴
سیارک ۲۱۲۵۴ (به انگلیسی: 21254 Jonan، نامگذاری:1996BG2) بیست و یک هزار و دویست و پنجاه و چهارمین سیارک کشف شده‌است که در ۲۴ ژانویه ۱۹۹۶ کشف شد.
قدر مطلق سیارک برابر ۳۷.۱ است.